# Interpret It Well
Interpret It Well ist ein Jazzalbum von Ches Smith. Die am 12. & 13. Oktober 2020 im Studio Oktaven Audio, Mount Vernon, New York entstandenen Aufnahmen erschienen am 5. Mai 2022 auf Pyroclastic Records.

## Hintergrund
Interpret It Well ist das zweite Album, das der Schlagzeuger Ches Smith mit dem Keyboarder Craig Taborn und dem Bratschisten Mat Maneri aufgenommen hat, der Nachfolger der ECM-Veröffentlichung des Trios aus dem Jahr 2016, The Bell. Dieses Mal wird die Band zu einem Quartett mit der Hinzufügung des Gitarristen Bill Frisell. Von 2016 bis 2018 hatte Ches Smith versucht, ein Trio mit Maneri und Taborn zu formen; Gitarrist Bill Frisell kam Ende 2018, um die Band spielen zu hören, und schrieb Smith danach, um nach der Musik zu fragen. Darauf hatte Ches Smith ihn eingeladen, einen Gig mit dem Trio zu spielen. Durch den Lockdown infolge der COVID-19-Pandemie waren 2020 alle vier Musiker in New York und man entschied sich, die gemeinsam erarbeitete Musik aufzunehmen. Ches Smith schrieb in den Liner Notes zu den Vorbereitungen und der Situation im Studio:
„Mein Hauptziel war es, Bill [Frisell] das Gefühl zu geben, mit den Kompositionen machen zu können, was er wollte, genau wie Craig, Mat und ich es tun. Es war nicht schwer, ihn zu überzeugen. Bei den Proben hat mich ermutigt, wie offen alles geworden ist. Jede Wiederholung eines bestimmten Stücks hatte sein eigenes einzigartiges Ergebnis. Als wir das Studio betraten, fühlte es sich nicht mehr wie „Trio plus Bill“ an. Wir waren eine Einheit. Unsere Herangehensweise an die Kompositionen war improvisatorisch – je nach Moment nutzten wir Raum, Lyrik, Klang, Dichte, Lärm und Aggression. Auch kompositorisch haben wir improvisiert: Die offenen Abschnitte erzählten ihre eigenen Geschichten und enthüllten ausgegrabene Dimensionen. Wir haben spontan Übergänge erstellt und jede Einstellung mit eigenwilligen Emotionen und einem narrativen Bogen versehen.“
Die Zeichnung auf dem Frontcover stammt von Raymond Pettibon.

## Titelliste

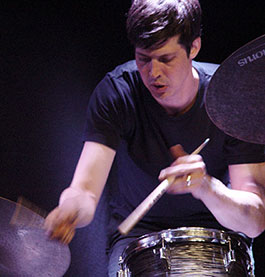
Ches Smith (2014)

- Ches Smith: Interpret It Well (Pyroclastic Records)

1. Trapped
2. Interpret It Well
3. Mixed Metaphor
4. Morbid
5. Clear Major
6. I Need More
7. Depart

Die Kompositionen stammen von Ches Smith.

## Rezeption

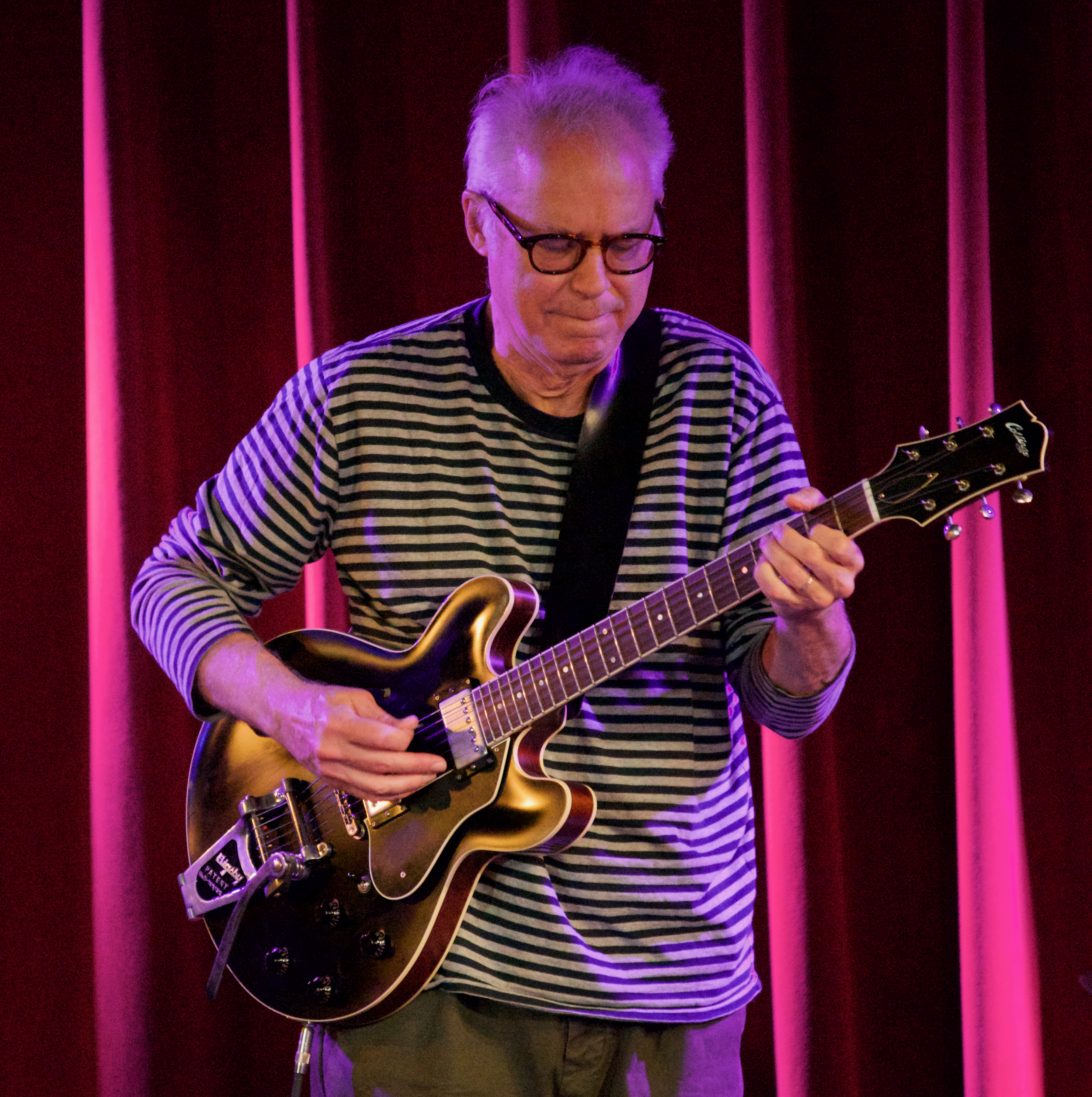
Bill Frisell (2021)

Sebastian Scotney (The Arts Desk) schrieb, bei Interpret It Well tendieren die Stücke dazu, aus den Grenzen der Stille herauszukommen, aber anheimelnd und beruhigend seien sie nicht. Verträumt, aber meist sehr dunkel, lauern hier Gefahren und Bedrohungen, so der Eindruck. So sei „Morbid“ ein Beispiel für den gelungensten Ausdruck dieser Unheimlichkeit. „Nichts ist jemals ganz so, wie es scheint“. Ches Smith lasse Raum in seinen Kompositionen. Jede habe eine eigene Architektur, einen Flow, einen Verlauf, eine Geschichte.
Nach Ansicht von Marissa Tomeo (Broadway World) sind die Resultate absolut beeindruckend. Wie er es für die Trio-Inkarnation auf The Bell getan hat, schreibe Smith Kompositionen, die minimalistisch, aber unauslöschlich sind; skelettartig genug, um diesen bemerkenswerten Improvisatoren Raum zu geben, weit weg zu streifen, und doch so lebendig, dass der Kern inmitten der gewagten Verzierungen nie verloren gehe. Was den Bezug zur Pettibon-Zeichnung auf dem Cover herstelle, denn was Smiths Musik mit der Arbeit des Künstlers gemeinsam habe, sei die Idee einer unverwechselbaren Landschaft, die mit einigen skizzenhaften Linien evoziert werde, wobei riesige Bereiche des Mysteriösen in den Zwischenräumen verbleiben. „Es gibt definitiv maximale Momente auf dieser Platte“, wird Smith zitiert. „Aber wenn ich an die Musik in meinem Kopf denke, ist sie ziemlich minimal. Ich mag viel Musik, bei der nichts zu passieren scheint.“
Mit der Einbeziehung eines prominenten Gastes würde zum Glück nicht der Eindruck von dem „Besuch eines Würdenträgers“ entstehen, meinte Nate Chinen in seiner Sendung Take Five bei WBGO. Vielmehr stehe Bill Frisell auf der gleiche Stufe, wenn er zusammen mit dem anderen Improvisatoren Smiths Material mit extremer Abstimmung auf das entscheidende Potenzial jeder Interaktion durcharbeite. Der Titeltrack des Albums, der sich in eine Reihe unerwarteter Richtungen drehe, sei dafür eine perfekte Illustration.
Ken Micallef schrieb in JazzTimes, Hinterlist und Intuition seien das Herzstück von Interpret It Well. Smith habe Mat Maneri und Craig Taborn zusammen mit dem Gitarristen Bill Frisell zusammengebracht, um über seine minimalistischen Kompositionen mit „maximalistischen Improvisationen“ nachzudenken. Wie er es zuvor bei verschiedenen Musikern getan hat – darunter Marc Ribot, John Tchicai, Mary Halvorson und Dave Holland – trage Smith die Logik (wenn auch nicht die wortwörtliche Ausführung) des haitianischen Vodou-Trommelns zu dem Album bei und bringe etwas nicht Hypnotisches, sondern Seelenvolles und Seismisches mit ein.